# Distrito Municipal de Lejweleputswa
Lejweleputswa es un distrito municipal de Sudáfrica en la provincia de Estado Libre.
Comprende una superficie de 319,291 km².
El centro administrativo es la ciudad de Welkom.

## Demografía
Según datos oficiales contaba con una población total de 639 651 habitantes.